# Elora
Cet article concerne la municipalité canadienne. Pour le prénom féminin, voir Élora (prénom).
Elora est une ville située en Ontario au Canada.

## Géographie

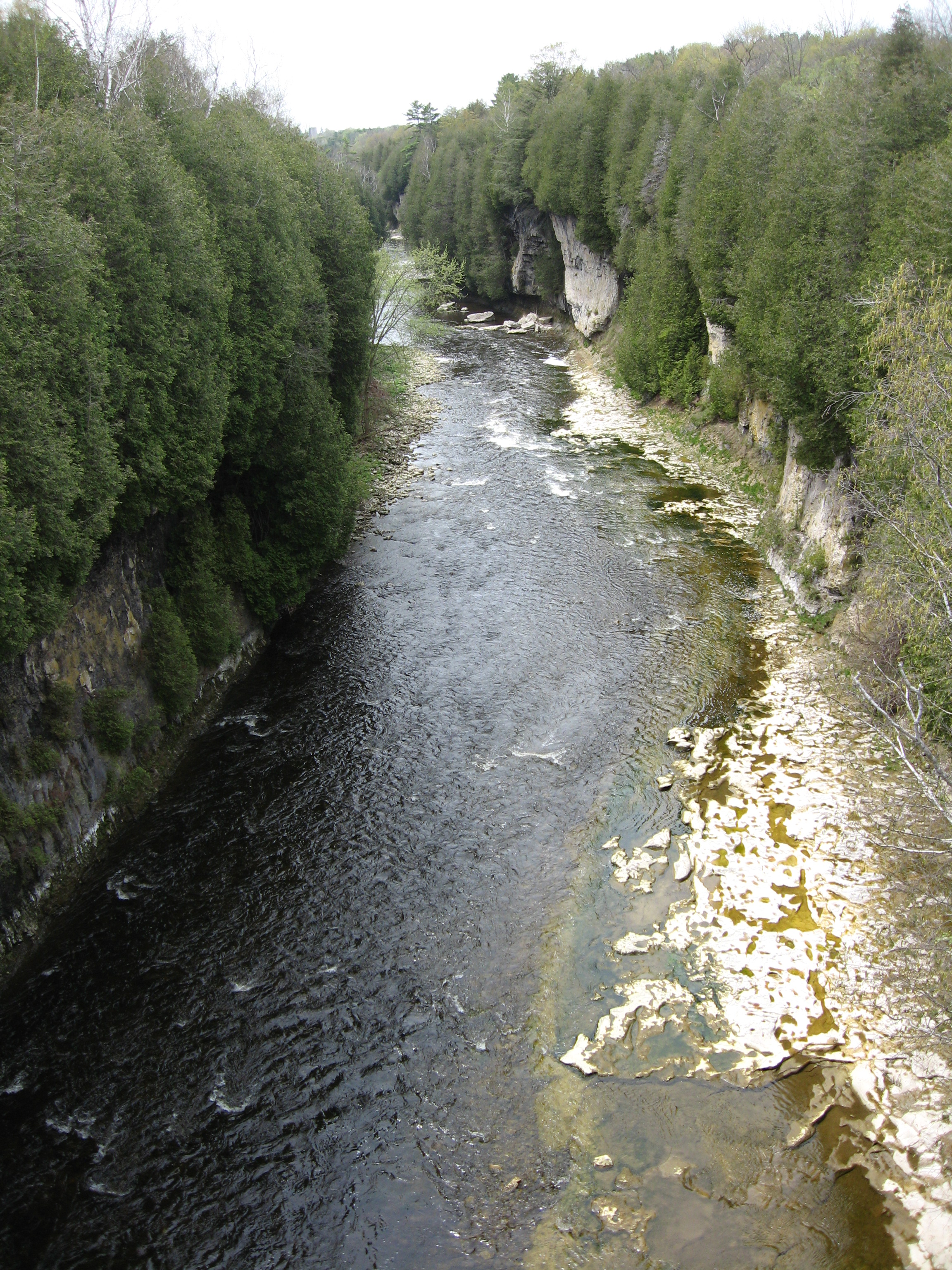
Les Gorges d'Elora sur la Grande Rivière

Elora est située sur la Grande Rivière, dans le Comté de Wellington.
|      | Fergus |        |
| Alma | Elora  | Guelph |
|      | Elmira |        |

## Histoire
Elora est fondée en 1832 par le capitaine William Gilkison, un officier britannique récemment arrivé d'Inde. Initialement incorporé au canton de Nichol, Elora est regroupée à Fergus et certaines portions de Eramosa, Nichol, Pilkington et du canton de Garafraxa ouest pour former le canton de Wellington Centre en 1999.

## Population
Il y a 3 796 habitants au recensement de 2001.

## Tourisme
Elora connaît une grande marée de tourisme surtout grâce aux gorges d'Elora (en), qui est un espace protégé et qui est classé UICN II. La ville est aussi connue pour son architecture en calcaire datant du XIXe siècle. Elora est une ville qui cache une aventure aquatique comme « nulle autre ailleurs » (voir sur le site de la référence n°3). Les baigneurs s'y réunissent aussi lors de la saison estivale.

## Personnalités liées à la commune
- Sitara Hewitt (en) (1981-) est une actrice canadienne
- Charles Kirk Clarke (1874-1924) était un psychiatre, né ici
- George A. Drew (1894-1973) Premier ministre de l'Ontario
- Fred Jacob (1882-1927), nouvelliste, dramaturge et correspondant littéraire.
- Myrtle Cook (1902-1985) athlète, elle a battu le record du monde le 2 juillet 1928 en 12 secondes à Halifax.
- Frederick Gordon retired principal baritone Canadian Opera Company, Grand Champion, Bel Canto International Song Competition, Companion Order of Canada